# Distretto di Alwar
Il distretto di Alwar è un distretto del Rajasthan, in India, di 2 990 862 abitanti. È situato nella divisione di Jaipur e il suo capoluogo è Alwar.

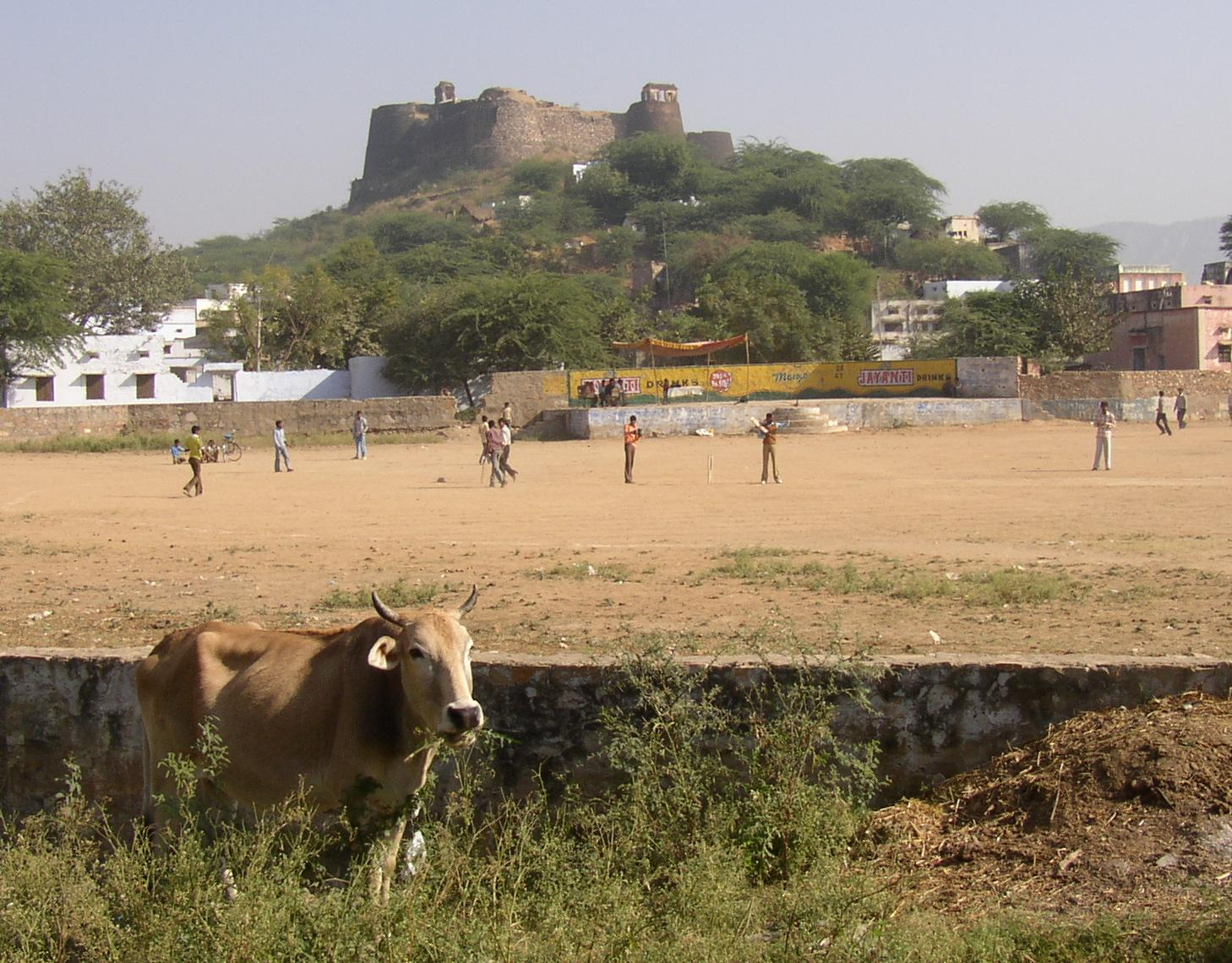
Fortezza di Thanagazi